# Laufwasserkraftwerk

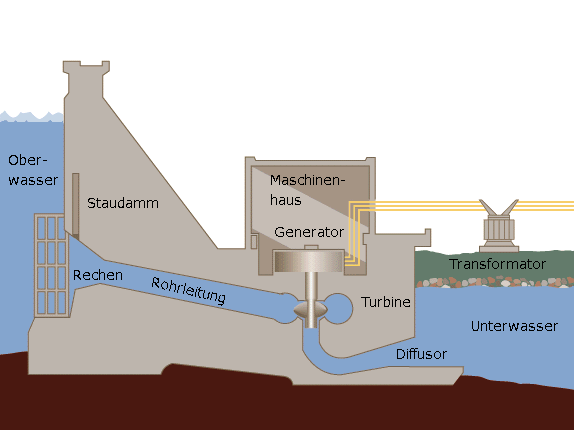
Schema eines Laufwasserkraftwerkes

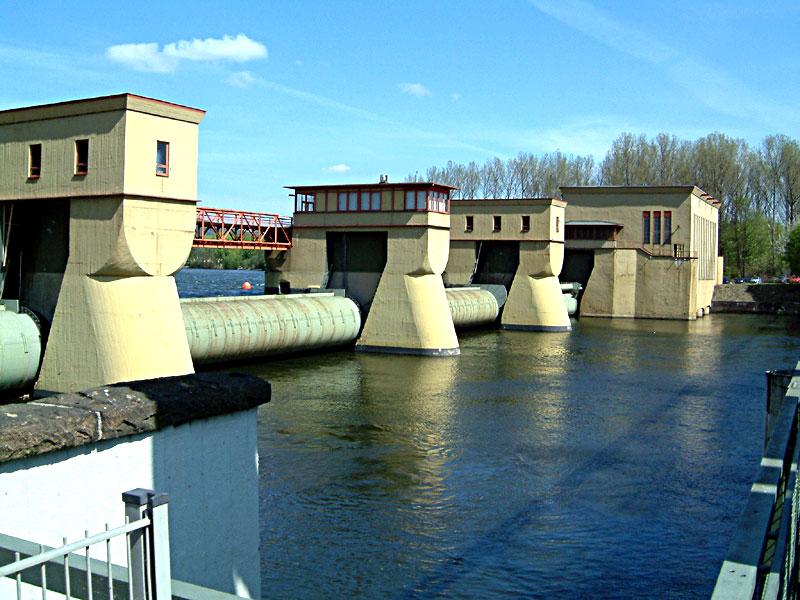
Das Laufwasserkraftwerk Hengstey zwischen Herdecke und Hagen

Ein Laufwasserkraftwerk ist ein Wasserkraftwerk, bei dem der Zufluss oberhalb des zugehörigen Stauwehrs und der Abfluss unterhalb des Kraftwerks im Regelbetrieb stets gleich sind, also kein Wasser zur ökonomischeren Nutzung bei Verbrauchs- und Zuflussschwankungen gespeichert wird. Andere Namen sind Laufkraftwerk oder auch Flusskraftwerk.

## Geschichte
Im Jahre 1767 stellte der englische Bauingenieur John Smeaton das erste Wasserrad aus Gusseisen her. 1853 wurde an den Niagarafällen im kleinen Maßstab elektrische Energie erzeugt. Ende 1895 wurde an den Fällen das Edward-Dean-Adams-Kraftwerk, weltweit das erste öffentliche Großkraftwerk für die Erzeugung von Wechselstrom, in Betrieb genommen. Im Jahr 1880 ging das erste private Kleinwasserkraftwerk im Besitz des britischen Industriellen William George Armstrong für die elektrische Beleuchtung in seinem Landhaus Cragside in Betrieb. 1886 entstand in der Schweiz das Kraftwerk Thorenberg, welches Wechselstrom produzierte und als Beginn der öffentlichen Elektrifikation in der Schweiz gilt.
In Österreich entstand unter dem Erfinder Friedrich Wilhelm Schindler bereits 1884 ein kleines Wasserkraftwerk, aus dem sich später die Vorarlberger Kraftwerke entwickelten.
Die Elektricitäts-Werke Reichenhall waren Deutschlands erstes Laufwasserkraftwerk und wurden am 15. Mai 1890 in Bad Reichenhall in Betrieb genommen. Es war auch das erste Wechselstrom-Kraftwerk („für öffentliche Beleuchtung“) in Deutschland und das erste E-Werk in Bayern. Als durch den Bau der Staumauer 1912 für das Saalachkraftwerk zahlreiche Mühlbäche in der Stadt trockenfielen, wurde in der Folge das alte Kraftwerk aufgegeben und abgerissen. Als Ersatz wurde aus dem Saalachkraftwerk auch Strom an die Stadt geliefert. Dies erklärt, warum im Saalachkraftwerk bis heute sowohl Bahnstrom mit 16,7 Hz als auch Netzstrom mit 50 Hz erzeugt wird.
Die Internationale Elektrotechnische Ausstellung, die vom 16. Mai bis zum 19. Oktober 1891 stattfand, wurde der Durchbruch für die erste Drehstromübertragung. Das Flusskraftwerk in Lauffen am Neckar erzeugte den ersten Drehstrom.

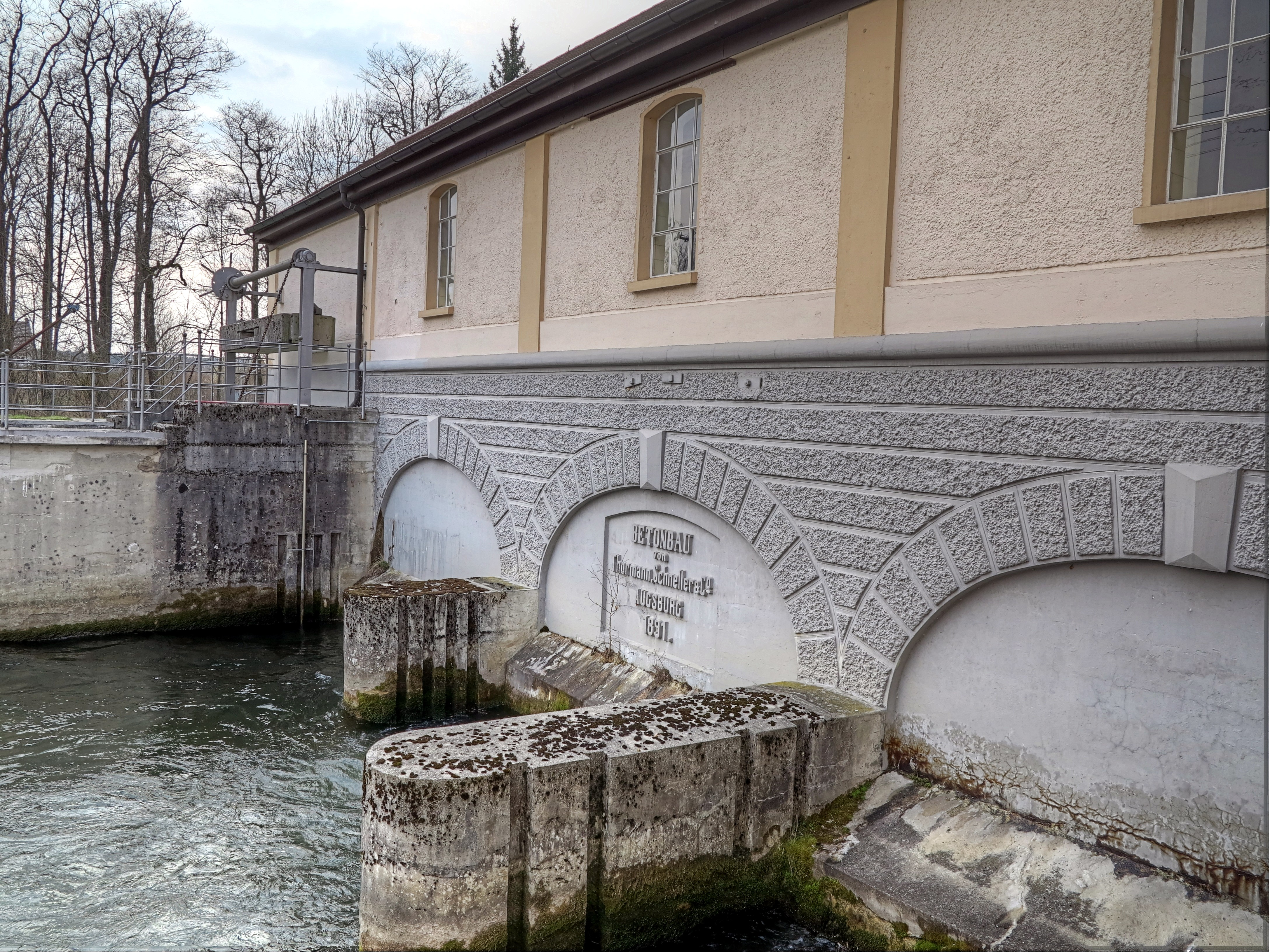
Wasserkraftwerk bei Schöngeising

Bayerns zweitältestes Laufwasserkraftwerk in Schöngeising ist seit dem Jahr 1892 in Betrieb. Es entstand nach den Plänen von Oskar von Miller in zweijähriger Bauzeit. Es wurde an der Stelle einer zum Verkauf angebotenen Mühle an der Amper errichtet. Mit dem Strom aus anfänglich zwei Knop-Turbinen wurde in der nahegelegenen Kreisstadt Fürstenfeldbruck die elektrische Straßenbeleuchtung über eine 7 Kilometer langen Zuleitung eingeführt. Mit inzwischen drei Francis-Turbinen aus den Jahren 1911/22/27 und zwei Generatoren (1922/27) liefert das Kraftwerk der Stadtwerke Fürstenfeldbruck seit über 130 Jahren im Dauerbetrieb – abhängig vom Wasserstand der Amper – Energie für den Landkreis. Das durchschnittliche, jährliche Regelarbeitsvermögen beträgt 2 Millionen kWh und versorgt 650 Haushalte. Das historische Amperkraftwerk steht unter Denkmalschutz und kann im Rahmen einer Führung besichtigt werden.
Das Flusskraftwerk Stallegg liegt in der Wutachschlucht unterhalb von Göschweiler und ist durch den Schluchtensteig erreichbar. Es wurde 1895 in Betrieb genommen. Es ist noch vor dem inzwischen abgebrochenen Kraftwerk Rheinfelden das drittälteste Flusskraftwerk Deutschlands und steht unter Denkmalschutz.
In der Schweiz gab es 1895 bereits 88 Elektrizitätswerke. Ein 1895 geplantes Wasser- und Elektrizitätswerk, dessen Girardturbinen von einem Seitenkanal der Wutach angetrieben wurden, ging im Januar 1896 in Wunderklingen in Betrieb. Es wurde 1971 durch ein modernes Werk ersetzt.

## Funktionsweise
Einfache Laufwasserkraftwerke nutzen primär die kinetische Energie des Wassers, um sie in nutzbare Formen von Energie umzuwandeln: Entweder in mechanische Energie oder in elektrische Energie (durch Kombination von geeigneten mechanischen Vorrichtungen mit einem elektrischen Generator). Mit den Strömungskraftwerken gibt es auch Konzepte zur Gewinnung von elektrischer Energie, um die kinetische Energie des Flusses ohne Aufstauen zu nutzen, deren Leistungsvermögen aber deutlich niedriger ist.
Traditionelle Laufkraftwasserkraftwerke hingegen nutzen die potentielle Energie des Wassers durch Aufstauen des Flusses, damit die Ausbeute des Laufwasserkraftwerks gesteigert werden kann. Das Aufstauen des Flusswassers erfordert umfangreiche bauliche Maßnahmen, welche die ganze Breite des betroffenen fließenden Gewässers einnehmen müssen, um die maximal mögliche Wassermenge zu nutzen. Neben der fixen Stauanlage sind auch Vorrichtungen zur Regelung der Stauhöhe und Durchflussmenge (mittels beweglicher Wehranlagen), Hochwasservorrichtungen, Schleusen für den Bootsverkehr, Fischtreppen, Neugestaltung des Ufers (aufgrund des höheren Wasserspiegels) und als wichtigster Teil sind eine oder mehrere Wasserturbinen erforderlich, durch die der Hauptteil des aufgestauten Flusswassers geleitet werden soll. Höhere Fallhöhen des Laufwasserkraftwerks erzielen höhere nutzbare Energie, die dafür notwendige stärkere Aufstauung erhöhen aber auch den baulichen und betrieblichen Aufwand (stärkerer Eingriff in die Natur, höheres Risiko bei Hochwasser, sensiblere Regelung notwendig und genauere Beobachtung des Wetters und des Pegels der Zuflüsse). Die Wasserturbine wandelt die potentielle Energie des Wassers in eine mechanische Drehbewegung. Diese Drehbewegung treibt einen Generator an für die Gewinnung elektrischer Energie.
Bei traditionellen Laufkraftwasserkraftwerken wird der Wasserstand im entstehenden Rückstauraum während des Betriebs konstant gehalten. Die Fallhöhe als Höhenunterschied zwischen Ober- und Unterwasser sowie die Ausbauwassermenge bestimmen die installierte Leistung und das Arbeitsvermögen des Kraftwerkes. Ein Diffusor am Austritt der Wasserturbine vergrößert den Wirkungsgrad bei gegebenem Höhenunterschied, verstärkt aber auch aufgrund seiner Vakuumbildung die Gefahr von Turbinenschäden durch Kavitation. Für den Antrieb des Generators werden gewöhnlich Kaplan- und Francis-Turbinen verwendet. Das Drehmoment der Turbine wird direkt oder über ein Getriebe an die Welle eines Generators weitergeleitet. Der Generator wandelt die mechanische Energie in elektrischen Strom um.
Weitere Bauteile sind abhängig von Größe und Bauart des Kraftwerkes.

## Typen

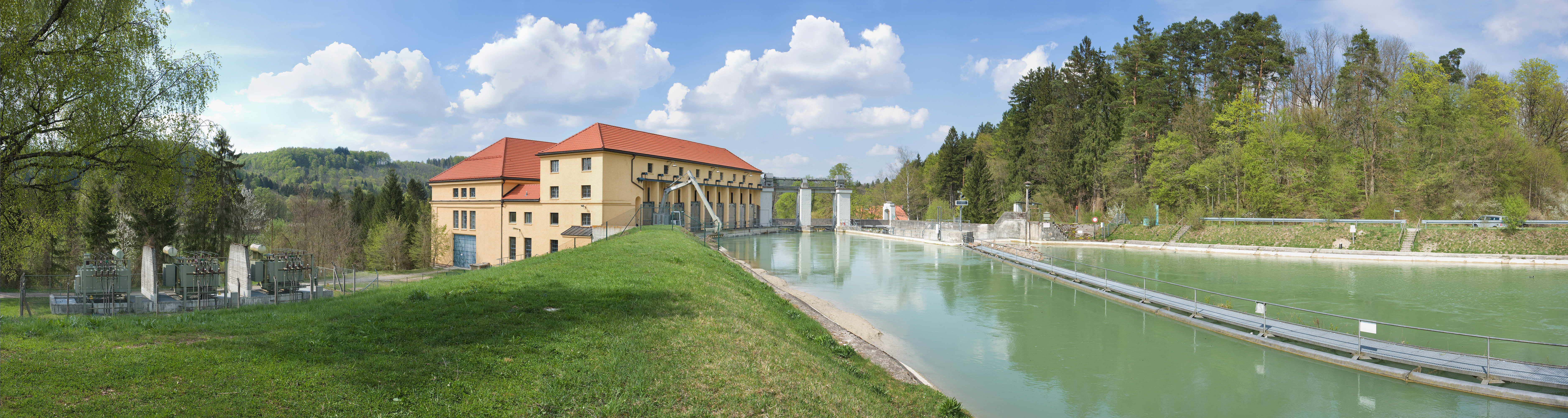
Zulauf des Laufwasserkraftwerkes Mühltal, Schäftlarn

Da die Fallhöhe meist gering ist, handelt es sich in der Regel um Niederdruckkraftwerke, die ihre Leistung hauptsächlich durch große Durchflussmengen erzielen. In den Gebirgen sind aber auch Mittel- und Hochdruckkraftwerke zu finden, die als Laufwasserkraftwerke betrieben werden. Kriterium zur Bezeichnung als Laufwasserkraftwerk ist das fehlende Vermögen, nennenswerte Wassermengen über längere Zeiten zu speichern, sodass sie in der Regel im Dauerbetrieb laufen. Beispiel für ein Hochdruck-Laufwasserkraftwerk ist das Kraftwerk Amsteg der SBB.

### Kraftwerk in Blockbauweise
Die Blockbauweise ist die häufigste Bauform bei Laufwasserkraftwerken. Die Turbinen und Generatoren sind in einem Maschinenhaus zusammengefasst, das am Flussufer angeordnet ist. In der Verlängerung des Maschinenhauses ist das Wehr angeordnet. Die Bauform hat den Vorteil, dass das Maschinenhaus vom Ufer aus gut zugänglich ist. Bei mäandrierenden Flüssen wird es bei einer Flusskrümmung meist an der Außenseite angeordnet, weil dort weniger Geschiebe vorhanden ist.
Bei Kraftwerken mit mehreren parallel durchflossenen Turbinen kann je nach Wasserangebot oder aber je nach Produktionsbedarf die Anzahl der zugleich betriebenen Turbinen variiert werden. Ziel ist, die laufenden Turbinen etwa beim Nenndurchfluss zu betreiben, da hier der Wirkungsgrad am höchsten liegt.

### Schwellbetrieb
Bei Laufkraftwerken mit Schwellbetrieb wird das Wasser über einige Stunden im Stauraum gesammelt und nur zu bestimmten Stunden über die Turbine abgelassen. Damit kann – auch bei einem Kraftwerk mit nur einer Turbine – erreicht werden, dass die Turbine(n) mit Nenndurchfluss laufen, um einen hohen Wirkungsgrad zu erzielen.
Weiters gibt es dadurch die Möglichkeit, Strom vorrangig dann zu erzeugen, wenn er auch benötigt wird. Da der Schwellbetrieb während der Anstauphase das Unterwasser trockenfallen lässt und damit erhebliche ökologische Probleme hervorrufen kann, ist er heute in Deutschland nur noch mit einem unterhalb gelegenen Ausgleichsbecken genehmigungsfähig.

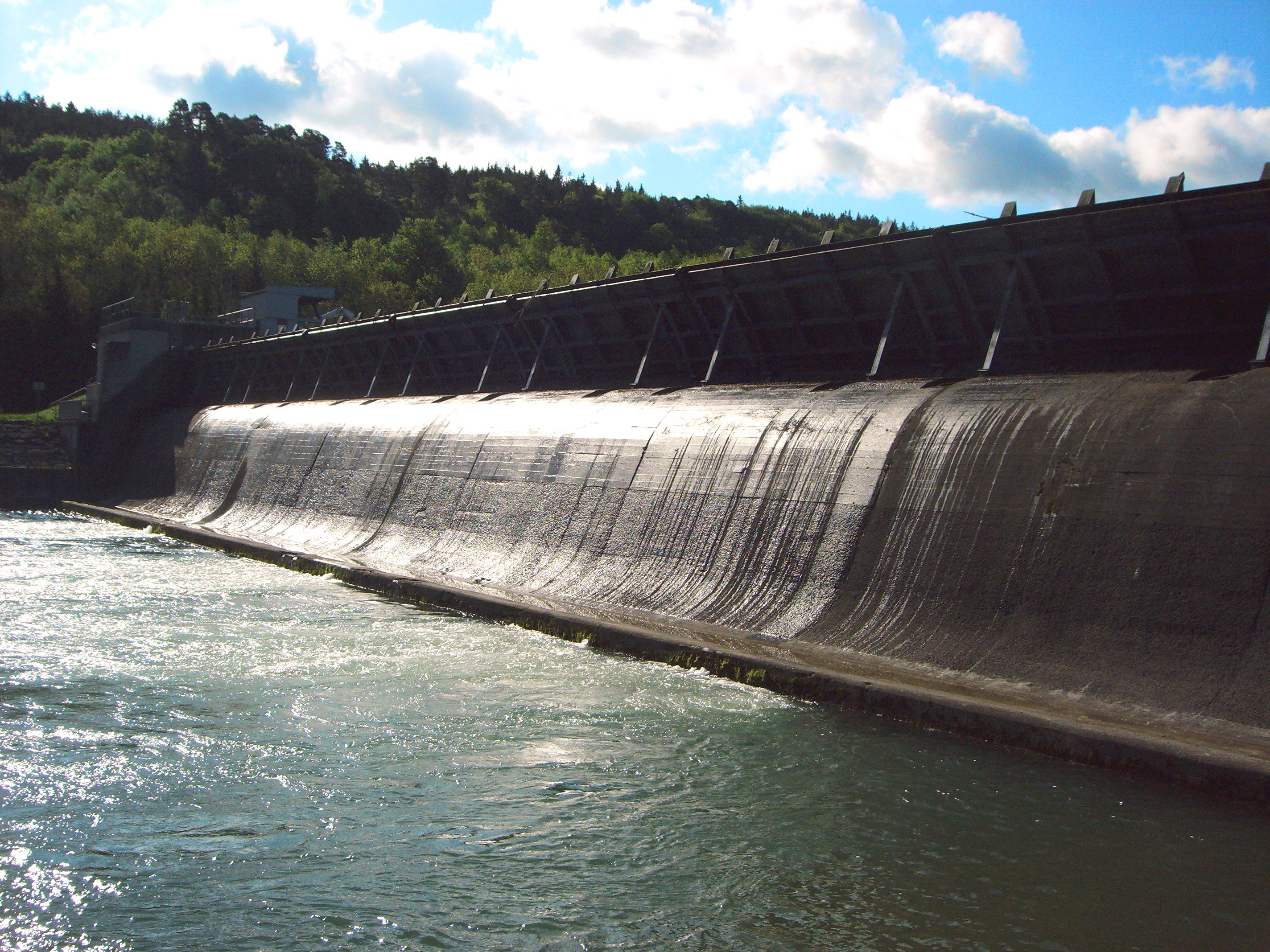
Staumauer der Lechstaustufe 13 – Dornstetten bei Landsberg am Lech

### Ausleitungskraftwerke
Bei einer Ausleitungsanlage wird das durch die Wehranlage aufgestaute Wasser über einen Kanal oder Stollen zum Krafthaus geleitet, welches nicht direkt bei der Wehranlage steht. Durch die Ausleitung wird der Flusslauf oft stark verkürzt, um mehr Fallhöhe zu gewinnen. So wird für das Innkraftwerk bei Imst durch einen 12,3 km langen Druckstollen oberhalb Landeck die Schleife des Inn umgangen und damit eine Fallhöhe von 143,5 m erzielt.
Eine Besonderheit stellt das Wasserleitungskraftwerk Gaming in Gaming (Niederösterreich) dar. Das Wasser der II. Wiener Hochquellenwasserleitung überwindet zwischen Lunz am See und Gaming ein Gefälle von 220 m. Über eine 600 m lange Rohrleitung wird das Wasser zur Stromerzeugung genutzt und setzt danach seinen Weg nach Wien fort.

### Trinkwasserkraftwerk
Diesen Typ bezeichnet man auch als Entspannungsturbine, der häufig im Trinkwassersystem eingesetzt wird. Hierbei wird der Druckunterschied im Rohrleitungssystem zwischen Hochbehälter und Verteilsystem genutzt. Auf den Einsatz von Druckminderern kann verzichtet und ein Teil der für das Pumpen des Wassers in den Hochbehälter benötigten Energie wieder zurückgewonnen werden.
Frühe, quellennahe Trinkwasserkraftwerke gibt es in Österreich bei der Wiener Hochquellenwasserleitung und bei der Wasserversorgung der Stadtwerke Köflach.
Die Harzwasserwerke haben bereits 1980 damit begonnen, in ihr Trinkwasserverteilsystem, welches vom Westharz bis nach Bremen, Wolfsburg und Göttingen reicht, Laufwasserkraftwerke einzubauen. Heute sind im Leitungssystem sieben kleine Kraftwerke mit einer Generatorleistung zwischen 104 und 700 kW eingebaut. Insgesamt sind im System 1971 kW Generatorleistung in 13 Turbinen installiert. Die mittlere jährliche Stromerzeugung beträgt 11.100.000 kWh.
Die Österreichischen Bundesforste betreiben seit 2018 ein neues Trinkwasserkraftwerk mit 68 kW Leistung in Hallstatt, das baulich in das Kleinwasserkraftwerk (KWK) Hallstatt (4,7 MW Leistung) integriert wurde.
Am 30. Juli 2018 ging das Trinkwasserkraftwerk Pfunds der Gemeinde Pfunds, Tirol, A in Betrieb. Die Länge der Druckleitungen vom „Alten Koat“ bis zum Kraftwerk beträgt 6.100 Meter, die Fallhöhe 930 Meter. Die Jahresausbeute beträgt 1,3–1,5 Gigawattstunden elektrische Energie. 2020 ging ein Trinkwasserkraftwerk in Ernen, Wallis, Schweiz in Betrieb, das pro Jahr 900 MWh elektrische Energie liefern soll. Mitsamt neuem Trinkwasserreservoir kostete die Errichtung 3 Mio. SFr, mit dem Bund wurde 2019 die Zahlung einer Einspeisevergütung vereinbart.

### Erdölpipeline
Bei einer von Triest nach Deutschland laufenden Erdölleitung wurde nach einem steil abwärts führendem Abschnitt im Zuge der Alpenquerung in Österreich zumindest eine Entspannungsturbine eingebaut. Der gewonnene elektrische Strom wird mit genutzt, um die Pumpen an der Bergaufstrecke südlich des Bergkamms anzutreiben.

### Buchtenkraftwerk
Sehr häufig findet sich das sogenannte Buchtenkraftwerk, wobei es sich um eine Sonderform der Blockbauweise handelt. In diesem Fall befindet sich das Kraftwerk in einer künstlichen Bucht am natürlichen Flusslauf. Sinnvoll kann auch die Anordnung an der geschiebefreien Außenseite einer Flusskrümmung sein. Vorteil dieser Bauweise ist, dass der Flussquerschnitt nicht verengt wird und eventuell auftretende Hochwässer sicher abfließen können.

### Wasserrad

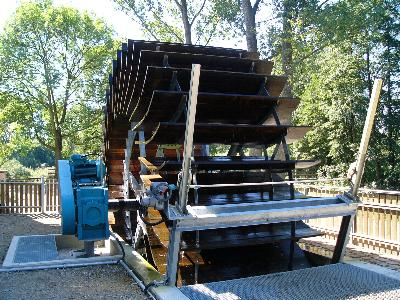
Modernes Zuppinger-Rad im LBV-Zentrum Mensch und Natur (2002 von der Fa. HydroWatt gebaut)

Wasserräder sind die älteste Form der Laufwasserkraftwerke. Da sie bei kleinen Fallhöhen und geringen Wassermengen Wirkungsgrade besitzen, die mit denen von Turbinen vergleichbar sind, werden sie auch heute noch eingesetzt. Wasserräder können ohne Regelung, ohne Stauanlage und auch bei stark schwankenden Wassermengen ohne nennenswerte Beeinträchtigungen des Wirkungsgrades laufen. Daher können sie unter bestimmten Bedingungen eine höhere Jahresarbeit als Turbinen aufweisen.

### Wasserwirbelkraftwerk

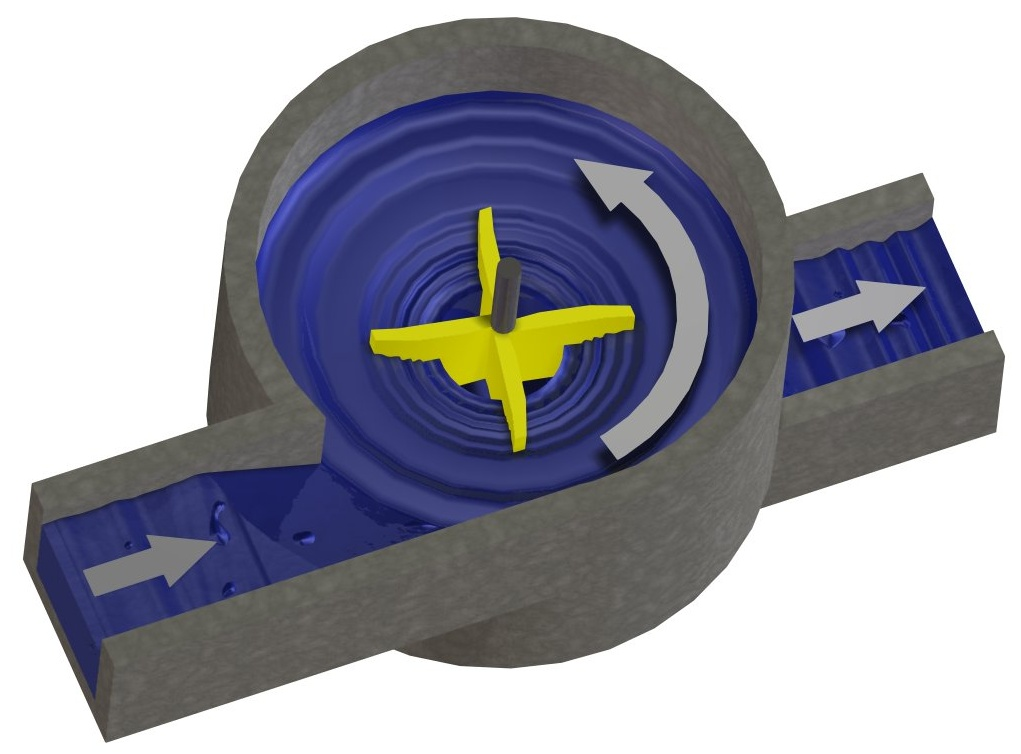
Schematische Darstellung eines Wasserwirbelkraftwerkes

Die kleinste Form eines Kleinwasserkraftwerks ist zurzeit das Wasserwirbelkraftwerk. Bei diesem Typ wird einem fließenden Gewässer mithilfe einer kurzen Betonrampe Wasser abgezweigt und einem kreisrunden Betonbecken mit Abfluss zugeführt. Der dabei entstehende Wasserwirbel treibt einen speziell geformten Wirbelrotor an, der durch die entstehende Drehkraft Strom erzeugt.

### Laufwasserkraftwerk ohne Schwellbetrieb

#### Strömungskraftwerk
Ein Strömungskraftwerk ist eine Wasserkraftanlage, welche ohne Wehranlage auskommt. Es verwendet nur die hydrokinetische Energie, welche in der Bewegung eines strömenden Fluides enthalten ist, zur Erzeugung von Elektrizität. Aufgrund der fehlenden Querverbauung dieses Kraftwerktypes wird das Landschaftsbild nur wenig oder gar nicht beeinträchtigt.
Sonderformen des Strömungskraftwerkes sind verschiedene Arten von Mikrokraftwerken, wie die Strom-Boje, der Schiffsmühle und dem „Energyfish“.

#### Wasserkraftschnecke
Wasserkraftschnecken kommen mit geringen Wassermengen und geringen Höhenunterschieden aus, werden aber auch bei hohem Gefälle eingesetzt. Die Wassermenge kann stark schwanken.

#### Schachtkraftwerk
Auch Schachtkraftwerke eignen sich für sehr kleine Fallhöhen. Es eignet sich durch die einfache Technik für dezentrale Anlagen in Entwicklungsländern. Zum Einsatz kommt eine DIVE-Turbine. Die TU München optimiert diesen Bautyp in ihrer Versuchsanstalt in Obernach.

## Energieökonomische Aspekte

### Stromproduktion
Laufwasserkraftwerke erzeugen rund um die Uhr Strom und werden daher zur Abdeckung der Grundlast verwendet. Hochwasser und Niedrigwasser können die Leistung vermindern. Bei Hochwasser wird bei den meisten Kraftwerken das Schluckvermögen der Turbine überschritten, das überschüssige Wasser gelangt ungenutzt in das Unterwasser und der dort ansteigende Wasserspiegel verringert die Fallhöhe. Bei Niedrigwasser verringert sich der Durchfluss. Durch die mehrheitlich gute Auslastung der Turbinen (> 50 %) und gleichzeitig geringe Betriebskosten erzeugen Laufkraftwerke kostengünstigen Strom. In Deutschland stehen Laufwasserkraftwerke und Speicherkraftwerke mit einer installierten Leistung von 4215 MW (6 %) zur Verfügung, die in 4430 Stunden eine Stromproduktion von 18,6 TWh liefern.

### Schifffahrt
Um trotz der Unterbrechung des Wasserlaufes durch die Wehranlage die Schiffbarkeit des Flusses zu erhalten, müssen Schleusen errichtet werden. Durch den Stauraum wird die Schifffahrt oberhalb des Wehres meistens erleichtert oder durch die Anhebung der Wassertiefe überhaupt erst ermöglicht. Durch Aneinanderreihung von Kraftwerken mit den entsprechenden Stauhaltungen können Wasserstraßen für größere Schiffe passierbar gemacht werden.

## Ökologische Aspekte
Laufwasserkraftwerke erzeugen Strom aus erneuerbarer Energie. Oft entstehen aber durch Bau und Betrieb massive Eingriffe in die Umwelt, die zu nachhaltiger Veränderung der Ökologie führen können. Besonders Aale leiden unter den enorm schnell rotierenden Turbinen. Zu den typischen Folgen zählen unter anderem der Verlust der natürlichen Flussdynamik, eine Verringerung des Geschiebetransportes, der Ausfall von ökologisch wichtigen Überflutungen, sowie eine daraus resultierende Verringerung des Nährstoffeintrages in angrenzende Augebiete.